# Sails
Sails è un brano scritto ed interpretato da Elton John. Il testo è di Bernie Taupin.

## Struttura del brano
Proveniente dall'album Empty Sky del 1969, del quale è la sesta traccia, si presenta come un brano abbastanza ritmato: vengono messi in evidenza il pianoforte elettrico di Elton e la chitarra elettrica di Caleb Quaye. Quest'ultima, grazie al pedale wah-wah, aggiunge alla canzone tracce psichedeliche già accentuate dal piano elettrico. Tony Murray e Roger Pope sono presenti rispettivamente al basso e alla batteria. 
Sails non è mai stata eseguita live, se si eccettuano alcune performance trasmesse in radio dopo la distribuzione dell'album.

## Significato del testo
Il testo (alla lettera Vele), relativamente corto, è enigmatico e misterioso, proprio come quello di Hymn 2000. Non si sa cosa abbia chiaramente voluto indicare Bernie, ma è comunque certo che la storia narrata parla dell'incontro tra due persone, avvenuto presumibilmente su una nave.

## Musicisti
- Elton John - pianoforte elettrico, voce
- Caleb Quaye - chitarra elettrica
- Tony Murray - basso
- Roger Pope - batteria